# Marie Toussaint
Marie Toussaint (ur. 27 maja 1987 w Lille) – francuska polityk i działaczka społeczna, posłanka do Parlamentu Europejskiego IX i X kadencji.

## Życiorys
Córka marynarza i nauczycielki, wolontariuszy organizacji ATD Czwarty Świat. Absolwentka Instytutu Nauk Politycznych w Paryżu, uzyskała też magisterium w zakresie międzynarodowego prawa ochrony środowiska.
W wieku 18 lat dołączyła do Zielonych, z którymi współtworzyła ugrupowanie Europe Écologie-Les Verts. W latach 2010–2011 współprzewodniczyła partyjnej młodzieżówce. W 2015 należała do założycieli stowarzyszenia Notre affaire à tous, działającego na rzecz przeciwdziałania zmianom klimatu. W 2018 została współorganizatorką kampanii L'Affaire du siècle, wspieranej przez francuskie oddziały organizacji Greenpeace i Oxfam; wydana w jej ramach petycja o sprawiedliwość klimatyczną uzyskała ponad 2 miliony podpisów.
W wyborach w 2019 z listy swojego ugrupowania uzyskała mandat posłanki do Europarlamentu IX kadencji. W 2024 z powodzeniem ubiegała się o reelekcję, otwierając wówczas listę wyborczą ekologów.